# ملاح (دزپارت)
ملاح، روستایی در دهستان دنباله‌رود جنوبی بخش قارون شهرستان دزپارت در استان خوزستان ایران است. این روستا، مرکز بخش قارون است.
در تاریخ ۲۷ تیر ۱۴۰۰، روستای دهنو کیزوک با این روستا ادغام شد و به عنوان روستای ملاح شناخته شد.

## جمعیت
بر پایه سرشماری عمومی نفوس و مسکن در سال ۱۳۹۵، جمعیت این روستا برابر با ۸۹۶ نفر (۲۲۵ خانوار) بوده است.